# 70995 Майкмортон
70995 Майкмортон (70995 Mikemorton) — астероїд головного поясу, відкритий 6 грудня 1999 року.
Тіссеранів параметр щодо Юпітера — 3,347.